# Гірська новела
«Гірська новела» («Горская новелла») — радянський телефільм 1979 року, знятий режисером Ізмаїлом Бурнацевим і Ілесом Татаєвим на Північно-Осетинській та Чечено-Інгуській студіях телефільмів.

## Сюжет
Про життя високогірного аулу в Чечено-Інгушетії. Героїня фільму — молода вчителька Світлана Смирнова, яка приїхала працювати до місцевої школи.

## У ролях
- Л. Черемних — Світлана Смирнова, російська вчителька у чеченському аулі
- Расім Балаєв — Век-Хан, вчитель російської мови та літератури
- Дагун Омаєв — Анзор
- Тамара Яндієва — Зара
- Коста Сланов — Лом-Алі
- Муталіп Давлетмірзаєв — Руслан Вахітович, директор школи
- Берта Ікаєва — Жовзан
- Микола Саламов — Садо
- Альві Денієв — Ахмед
- Тамара Алієва — Дагмара
- Муслім Тулаєв — Ваха
- Фатіма Татаєва — Сацита
- Мусса Ахрієв — Іса

## Знімальна група
- Режисери — Ізмаїл Бурнацев, Ілес Татаєв
- Сценаристи — Саїд Чахкієв, Ілес Татаєв
- Оператор — Валерій Льянов
- Композитор — Джон Тер-Татевосян
- Художник — Тотрбек Басієв